# 小行星73693
小行星73693（73693 Dorschner）是一颗绕太阳运转的小行星，为主小行星带小行星。该小行星于1991年9月12日发现。
該小行星以德國天文學家約翰·M·多施納（Johann M. Dorschner）命名。

## 轨道参数
小行星73693的轨道半长轴为3.0942636 UA，离心率为0.153。